# Американцы ирландского происхождения

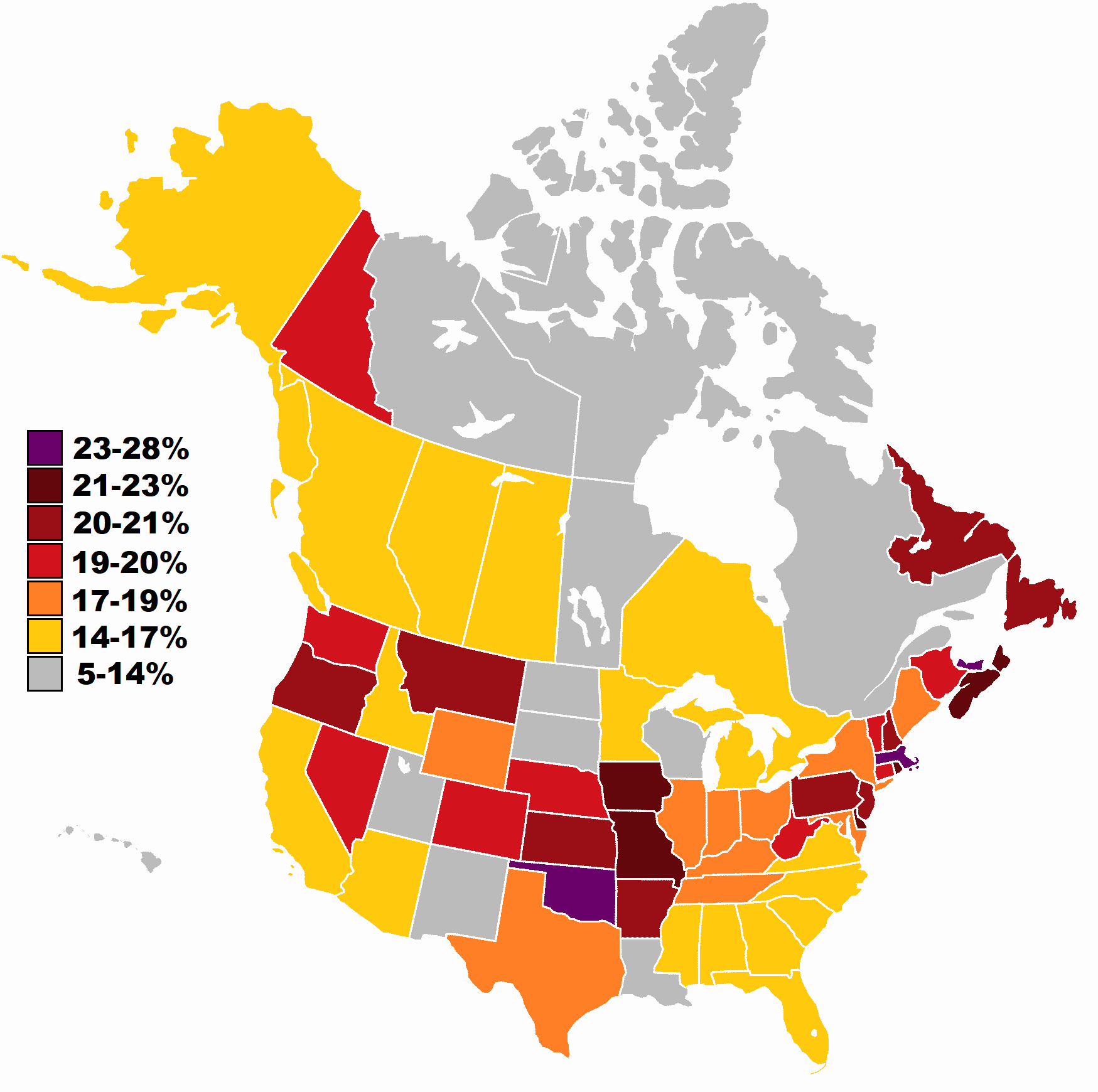
Ирландское происхождение в США (перепись 1980 года) и Канаде (перепись 2016 года)

Американцы ирландского происхождения или Американские ирландцы (англ. Irish American, ирл. Gael-Mheiriceánaigh) — граждане Соединённых Штатов Америки, имеющие полное или частичное ирландское происхождение. 
По данным национальных переписей, 33 млн американцев (10,5 % от общего их числа) имеют полное или частичное ирландское происхождение. Американцы ирландского происхождения образуют вторую по величине группу европейского происхождения после немецких американцев.

## История

### С XVII века по середину XIX века
Около половины переселенцев прибыли из ирландской провинции Ольстер, все они стали известны в Соединенных Штатах как «шотландские ирландцы», этот термин был создан в XIX веке для различия между ирландцами-протестантами и ирландцами-католиками. Большинство потомков ирландцев-протестантов идентифицируют себя как просто «американцы» или «ирландцы». Они были потомками коренных ирландских, шотландских и английских фермеров-арендаторов, которые были поселены в Ирландии британским правительством на плантации Ольстера в XVII веке. По оценкам, 250 тыс. человек мигрировали в Соединенные Штаты в колониальную эпоху. Только 20 тыс. иммигрантов из Ирландии были католиками-англичанами, ирландцами или немцами.
В 1775 году католики насчитывали около 40 тыс. человек или 1,6 % от общей численности населения. Однако эти цифры следует отмечать в контексте того, что в этот период римско-католическая церковь была запрещена и сами протестанты являются потомками католиков.
Потомки шотландских ирландцев оказали большое влияние на более позднюю культуру Соединенных Штатов благодаря вкладу в американскую народную музыку и автомобильные гонки, которые стали популярными во всей стране в конце XX века.
Ирландские иммигранты этого периода в значительной степени участвовали в американской революции, в результате чего один британский генерал-майор дал показания в Палате общин, что «половина мятежной континентальной армии была из Ирландии».
Ранние эмигранты из Ольстера и их потомки сначала обычно называли себя просто ирландскими, только спустя столетие, после волнений среди ирландских иммигрантов во время годах, некоторые потомки протестантских ирландцев стали называть себя «шотландскими ирландцами», чтобы отличить их от преимущественно католиков, и в значительной степени обездоленных. У двух групп было мало первоначального взаимодействия в Америке, так как иммигранты Ольстера XVIII века были преимущественно протестантами и стали селиться в основном в горных регионах США, в то время как огромная волна католических иммигрантских семей XIX века поселилась главным образом на северо-востоке Среднего Запада, в таких городах, как Бостон, Филадельфия, Нью-Йорк, Буффало или Чикаго.
Однако, начиная с начала XIX века, многие ирландцы мигрировали для работы над крупномасштабными инфраструктурными проектами.

## Численность и расселение
Штаты с самой большой процентной частью ирландских американцев в составе населения:
- Массачусетс 22,5 %
- Нью-Гэмпшир 20,5 %
- Род-Айленд 18,4 %
- Мэн 18,0 %
- Вермонт 18,0 %
- Делавэр 16,7 %
- Пенсильвания 16,6 %
- Коннектикут 16,6 %
- Нью-Джерси 15,9 %
- Западная Виргиния 14,8 %
- Монтана 14,8 %
- Айова 13,6 %
- Огайо 13,5 %
- Небраска 13,4 %
- Вайоминг 13,3 %
- Миссури 13,2 %

## Известные представители
- Джеймс Бьюкенен
- Ричард Монтгомери
- Джон Колдвелл Кэлхун
- Эндрю Джексон
- Чарльз Кэрролл
- Джон Салливан
- Роберт Паттерсон
- Стивен Карни
- Генри Форд
- Мак Сеннет
- Джеральдин Фицджеральд
- Филип Шеридан
- Джордж Гордон Мид
- Джон Форд
- Фрэнсис Форд
- Томас Митчелл
- Юджин О’Нил
- Джеки Глисон
- Морин О’Хара
- Тайрон Пауэр
- Джеймс Кэгни
- Уолт Дисней
- Эд Салливан
- Фланнери О’Коннор
- Альфред Хичкок
- Джон Келли
- Мел Гибсон
- Майкл Мур
- Том Клэнси
- Фрэнсис Скотт Фитцджеральд
- Билл Бёрр
- Джо Байден
- Билл Мюррей
- Джордж Клуни
- Патрик Джозеф Кеннеди
- Кеннеди, Джозеф Патрик (старший)
- Джон Фицджеральд Кеннеди
- Роберт Кеннеди
- О’Брайен, Конан
- Келли, Мегин
- Ларри Бёрд
- Дана Уайт